# Équipe du Luxembourg des moins de 19 ans de football
L'équipe du Luxembourg de football des moins de 19 ans est constituée par une sélection de joueurs luxembourgeois de moins de 19 ans sous l'égide de la Fédération du Luxembourg de football.